# Misogada tridiscata
Misogada tridiscata is een vlinder uit de familie van de tandvlinders (Notodontidae). De wetenschappelijke naam van de soort is voor het eerst geldig gepubliceerd in 1923 door Paul Dognin.